# ایناتان
ایناتان، روستایی از توابع بخش زاغه شهرستان خرم‌آباد در استان لرستان ایران است.

## جمعیت
این روستا در دهستان قائدرحمت قرار دارد و براساس سرشماری مرکز آمار ایران در سال ۱۳۸۵، جمعیت آن ۴۰ نفر (۸خانوار) بوده‌است.

## گردشگری
وضع طبیعی روستای ایناتان دهستان قائدرحمت بصورت کوهستانی، دره‌ای یا تپه‌ای می‌باشد. و راه زمینی این روستا بصورت جاده خاکی می‌باشد.
این روستا زمین ورزشی ندارد، سالن ورزشی ندارد، مسجد ندارد، امام زاده ندارد، شبکه سراسری برق دارد، موتور برق دیزلی ندارد، انرژی نو (خورشیدی ، بادی و…) ندارد، گاز لوله کشی ندارد، آب لوله کشی دارد.
این روستا حمام عمومی ندارد، دسترسی عمومی به اینترنت ندارد، دسترسی به وسیله نقلیه عمومی ندارد. و این روستا بقالی ندارد، نانوایی ندارد.